# Yi So-yeon
Dans ce nom coréen, le nom de famille, Yi, précède le nom personnel.
Yi So-yeon (이소연 en coréen), née le 2 juin 1978 à Gwangju en Corée du Sud, est une spationaute et chercheuse doctorante au KAIST. Le 8 avril 2008, elle devint la première (et pour le moment la seule) personne de nationalité coréenne dans l'espace.

## Biographie
So-yeon naît le 2 juin 1978 à Gwangju. Elle a suivi des études secondaires à la Gwangju Science High School. Elle commence ses études supérieures en obtenant l'équivalent d'un master en ingénierie mécanique en 2002 puis en poursuivant par un doctorat à l'Institut supérieur coréen de science et de technologie (KAIST) à Daejeon. 
Cependant, son cursus d'études supérieures est interrompu en 2006 : elle est sélectionnée parmi plus 36 000 candidats pour devenir le premier coréen à aller dans l'espace. Cependant, le premier choix des autorités sud-coréennes et russes (qui accueillent et organisent la mission, en l'échange d'un paiement de 27 millions de dollars, se portent sur son compatriote, Ko San. Il est cependant éliminé par les autorités russes, pour cause de non-respect des consignes de confidentialité. Il aurait en effet ramener en dehors de la base spatiale et envoyé en Corée des documents classés confidentiels. Le 8 avril 2008, c'est donc So-yeon qui devient la première Coréenne dans l'espace, à bord de la mission Soyouz TMA-12 qui se dirige vers la Station spatiale internationale. 
Sa thèse de doctorat porte sur les biotechnologies, et elle la valide le 29 février 2008, bien qu'elle ne soit pas présente en raison de ses entrainements en Russie.
Elle s'entraîne encore quelques années avec le programme de formation des astronautes sud-coréens, mais finit par le quitter en 2014. Elle émigre alors aux États-Unis, étudie à l'université de Californie à Berkeley, puis emménage dans l'État de Washington où elle donne des cours au Everett Community College. 
So-yeon participe également à la création de Dr Stone reboot : Byakuya (paru en 2019 au Japon dans le Shonen Jump) en tant que consultante scientifique auprès de l'auteur Boichi. So-yeon a aussi un niveau élevé en taekwondo.